# Nationale Bibliotheek van Nieuw-Zeeland
De Nationale Bibliotheek van Nieuw-Zeeland (Engels: National Library of New Zealand, Maori: Te Puna Mātauranga o Aotearoa) is de nationale bibliotheek van Nieuw-Zeeland in Wellington.
Deze bibliotheek is onderdeel van het departement interne zaken van Nieuw-Zeeland en heeft 4 vestigingen in Wellington, Auckland, Christchurch en Palmerston North.